# Андреоло, Микеле
Миге́ль А́нхель Андрео́ло (исп. Miguel Angel Andreolo; 6 сентября 1912, Чакрас-де-Долорес — 14 мая 1981, Потенца) или Мике́ле Анжело Андрео́ло (итал. Michele Angelo Andreolo) — уругвайский и итальянский футболист, полузащитник. Чемпион мира 1938 года.

## Карьера
Микеле Андреоло родился 6 сентября 1912 года в Чакрас-де-Долорес (департамент Сорьяно) в семье «ориунди» — итальянских эмигрантов из Валле-дель-Анджело — Рамона Барбато Андреоло и Терезы Фаустины Фроделы, уехавших на поиски лучшей жизни в Южную Америку. Семья была небогатой и многочисленной, у Микеле было 5 братьев (Хулио, Атилио, Рауль, Раймундо, Мариано) и 3 сестры (Амелия, Минука и Нена).

Андреоло

Свой футбольный путь Андреоло начал в маленькой местной команде «Либертад». В 1931 году, на одной из игр «Либертада» случайно оказался Карлос Риольфо, полузащитник одного из сильнейших клубов Уругвая — «Пеньяроля», который сразу обратил внимание на футболиста, сказав, что у Андреоло есть все данные, чтобы стать одним из сильнейших игроков Уругвая, в ответ на это Андреоло сказал: «Я уезжаю работать в Монтевидео», и через год он перешёл в клуб «Насьональ». В первом сезоне Андреоло не смог завоевать место в «основе» команды, которое было занято Рикардо Фассио, одного из кумиров торсиды «Триколор», но в 1933 году Фассио уехал в Италию играть за «Интернационале», и Андреоло занял его место. В первом же сезоне, после ухода Фассио, Андреоло с «Насьоналем» победили в чемпионате Уругвая, более того, Андреоло стал лидером команды, подсказывая своим партнёрам, а иногда и крича на них. В следующем сезоне, «Насьональ» вновь выиграл первенство Уругвая, но самым знаменитым в тот год стал матч с «Пеньяролем» 25 августа, когда «Триколор», потеряв двух игроков уже к 10-й минуте игры, смогли на протяжении 80-ти минут сдерживать атаки соперника и добиться нулевой ничьей. В том же 1934 году уругвайский игрок клуба «Болонья» Франциско Федулло был отправлен своим клубом в Уругвай на поиски центрального полузащитника, чтобы заменить Франциско Оккиуцци, ушедшего из клуба, и Федулло нашёл его в лице Андреоло, отправив клубу короткую телеграмму: «Я нашёл чемпиона». Через год Андреоло поехал в составе сборной Уругвая на чемпионат Южной Америки в Перу, там он на поле не выходил, его место занимал Лоренсо Фернандес, игрок «Пеньяроля», однако и без него уругвайцы стали чемпионами Южной Америки. Летом того же года, после долгих переговоров Федулло и руководства «Насьоналя», Андреоло стал игроком «Болоньи».
В составе нового клуба Андреоло дебютировал 29 сентября 1935 года в гостевом матче второго тура чемпионата Италии с «Фиорентиной», который завершился победой «Болоньи» 1:0, в конце сезона Болонья отпраздновала чемпионство, прервав 5-летнюю гегемонию на итальянском футбольном «троне» «Ювентуса», в том же сезоне Андреоло, являвшийся по национальности итальянцем, получил паспорт гражданина Италии и дебютировал в сборной страны 17 марта 1936 года в римской встрече итальянцев с австрийцами, которая завершилась вничью 2:2. В первые годы его карьеры на Апеннинах, Андреоло постоянно сравнивали с Луисом Монти, полузащитником «Ювентуса», приехавшим из Аргентины, чемпионом мира 1934 года, и газеты часто признавали, что Монти был не лучше уругвайского игрока. В «Болонье» Андреоло выступал до 1943 года, выиграв с командой 4 титула чемпиона страны, а в 1937 году клуб победил в перстижном турнире в Париже, победив в финале самих англичан из клуба «Челси». В те же годы Андреоло выступал за сборную Италии, в 1938 году он, с национальной командой, поехал на чемпионат мира, где провёл все 4 игры и стал чемпионом мира. Всего же за сборную Италии Андреоло провёл 26 матчей, в которых его команда одержала 19 побед, 6 ничьих и лишь 1 матч проиграла, своё единственный гол за сборную Андреоло провёл 15 мая 1938 года в ворота Бельгии, в игре, где Италия разгромила своего соперника 6:1, последний матч за сборную Андреоло провёл 19 апреля 1942 года против Испании (победа Италии 4:0). После чемпионата мира 1938 года, где блеснул Андреоло, один из грандов итальянского футбола — «Милан», предложил Андреоло перейти к нему, и даже сделал фантастическое, по тем временам, предложение: 400000 лир клубу и 80000 лир, как зарплату игроку, и Андреоло принял предложение, однако через некоторое время, просмотрев свой контракт с «Болоньей», увидел пункт, гласивший, что если он перейдёт в другую команду, то половина его новой зарплаты будет принадлежать «Болонье», «Милан» сразу обратился в суд, чтобы «забрать» игрока к себе, но суд лишь постановил оштрафовать Андреоло на 5000 лир, которые пошли на нужды благотворительности.
В 1943 году, в разгар войны, Андреоло, уже в статусе свободного агента, перешёл в клуб «Лацио», там он провёл 1 сезон, затем чемпионат Италии не проводился и был возобновлён лишь в 1945 году, его Андреоло начал в клубе «Наполи», где Андреоло выступал до 1948 года. А завершил карьеру Андреоло в клубах серии С «Катания» и «Форли». После этого Андреоло работал в молодёжном составе клуба «Потенца», до своей кончины 14 мая 1981 года.

## Достижения
- Чемпион Уругвая: 1933, 1934
- Чемпион Южной Америки: 1935
- Чемпион Италии: 1936, 1937, 1939, 1941
- Чемпион мира: 1938